# Uniszki Gumowskie
Uniszki Gumowskie (prononciation : [uˈniʂki ɡuˈmɔfskʲɛ]) est un village polonais de la gmina de Wieczfnia Kościelna dans le powiat de Mława de la voïvodie de Mazovie dans le centre-est de la Pologne.
Il se situe à environ 6 kilomètres à l'ouest de Wieczfnia Kościelna (siège de la gmina), 8 kilomètres au nord de Mława (siège du powiat) et à 115 kilomètres au nord de Varsovie (capitale de la Pologne).

## Histoire
De 1975 à 1998, le village appartenait administrativement à la voïvodie de Ciechanów.